# Pelecocera
Pelecocera (лат.) — род мух-журчалок из подсемейства Eristalinae (Rhingiini).

## Распространение
Палеарктика.

## Описание
Мелкие мухи-журчалки, длина 4—7 мм. Брюшко плоское, вытянутое, темно-окрашенное с жёлтыми отметинами на тергитах. Отличаются голой толстой апикальной аристой и базально расширенным основным флагелломером, голыми глазами и метастернумом, прямой жилкой R4+5. Биология малоизучена, но известно приуроченность к песчаным дюнам и хвойным лесам, где летают около цветков жёлтого цвета из родов Hieracium и Hypochaeris. Вид Pelecocera latifrons Loew, 1856 включён в Красную книгу Украины.

## Систематика
Род был впервые выделен в 1822 году немецким энтомологом Иоганном Вильгельмом Майгеным (1764—1845). Некоторыми специалистами в его состав в качестве подрода включают род Chamaesyrphus.
- Pelecocera apichaetus  (Curran, 1923)
- Pelecocera escorialensis  Strobl, 1909
- Pelecocera japonicus  (Shiraki, 1956)
- Pelecocera latifrons  Loew, 1856
- Pelecocera nigrifacies  (Abreu, 1924)
- Pelecocera pergandei  (Williston, 1884)
- Pelecocera persiana  Kuznetzov, 1989
- Pelecocera scaevoides  (Fallen, 1817)
- Pelecocera tricincta  Meigen, 1822[3]
- Pelecocera trifasciata  (Preyssler, 1793)
- Pelecocera willistoni  Snow, 1895